# Jaouen Salaün
Pour les articles homonymes, voir Jaouen et Salaün.
Jaouen Salaün est un illustrateur et auteur de bande dessinée français, né le 7 mai 1979 à Ganges (Hérault).

## Biographie

### Enfance et formations
Jaouen Salaün naît en mai 1979 à Ganges dans l'Hérault. À 15-16 ans, il découvre dans le grenier de son beau-père de vieux albums de bande dessinée signés de dessinateurs des années 1980 tels que Mœbius et Juan Gimenez : cette découverte et sa passion du cinéma lui donnent envie de dessiner.
Il s'inscrit à l'école supérieure des beaux-arts de Nîmes pour une année, avant de rejoindre l'école Émile-Cohl à Lyon, dont il sort diplômé en 2003.
Il devient ensuite professeur en perspective et graphisme pendant deux ans dans une école d'architecture intérieure et commence aussi à illustrer des manuels scolaires, des romans jeunesse et des cartes de jeu,.

### Carrière
En 2007, Jaouen Salaün fait ses débuts dans la bande dessinée en tant que dessinateur et coloriste avec Le Châtiment de l'aurore, premier album de la série de science-fiction Nova, scénarisée par Julien Blondel et publiée chez Soleil.
En 2015, il collabore avec Christophe Bec pour dessiner et mettre en couleur Le Sarcophage, premier tome de la série de science-fiction Eternum, publiée chez Casterman. Bec précisera dans un entretien : « Jaouen avait envie de se faire plaisir au dessin et je suis très peu interventionniste quand je suis scénariste. Je ne fais surtout pas de storyboard. Je suis vigilant sur la narration graphique et très précis dans mon écriture. Jaouen a eu beaucoup de liberté. Son dessin est solide ».
Depuis 2017, il illustre des articles de Carbone, une revue trimestrielle s'intéressant à la pop culture, la bande dessinée et la création littéraire,,. En 2019, il publie chez Glénat son premier livre d'illustration, Dreambook's Jaouen, basé sur des carnets de croquis révélant ses rêves et ses pensées.
En septembre 2021, il dessine une histoire de douze planches scénarisée par Xavier Mauméjean intitulée  Snapshots à l'occasion du lancement de la nouvelle série du magazine de bande dessinée de science-fiction Métal hurlant,. Ce même mois, Les Humanoïdes associés publie son premier roman graphique, Asphalt Blues, une histoire de désenchantement amoureux se déroulant au début des années 2030, dans un monde confronté aux questions écologiques,. « Plus que le scénario, somme toute assez classique, c’est le graphisme (…) qui séduit dans ce volumineux album. Cadrage, découpage, lumière, couleurs, tout y est d’une cinématographie parfaite », souligne Frédéric Potet du journal Le Monde.
Entre 2021 et 2023, il publie sa série post-apocalytique Elecboy en quatre volumes, aux éditions Dargaud, qui longuement murie, suit le jeune Joshua et qui est saluée pour son monde futuriste et sa qualité graphique . Inspirée de série de films Mad Max, l'auteur se rappelle « l'idée de départ est née le 26 décembre 2002 […] en dernière année d’études à l’école Émile-Cohl à Lyon ».

## Publications

### En tant qu'auteur de bande dessinée

#### One shot
- Asphalt Blues, Les Humanoïdes associés, 2021
Scénario, dessin et couleurs : Jaouen -  (ISBN 978-2-7316-9038-5)
- Hanté, Soleil, « Hanté », 2008
Scénario : Christophe Bec, Stéphane Betbeder, Richard Marazano, etc. - Dessin : Jaouen, Benoît Springer, etc. - Couleurs : Delphine Rieu et Benoît Springer -  (ISBN 978-2-302-00223-4)

#### Séries
| Nova (2007-2008) - 1 Le Châtiment de l'aurore, Soleil, « Mondes futurs », 2007 Scénario : Julien Blondel - Dessin et couleurs : Jaouen - (ISBN 978-2-84946-968-2) - 2 Le Messager des dieux, Soleil, « Mondes futurs », 2008 Scénario : Julien Blondel - Dessin et couleurs : Jaouen - (ISBN 978-2-302-00285-2) |

| Carthago Adventures (2011) - 1. Bluff Creek, Les Humanoïdes Associés, 2011 Scénario : Christophe Bec - Dessin et couleurs : Jaouen - (ISBN 978-2-7316-2292-8) |

| Eternum (2015-2017) - 1. Le Sarcophage, Casterman, « Univers d'auteurs », 2015 Scénario : Christophe Bec - Dessin et couleurs : Jaouen - (ISBN 978-2-203-08603-6) - 2. Les Bâtisseurs, Casterman, « Univers d'auteurs », 2016 Scénario : Christophe Bec - Dessin et couleurs : Jaouen - (ISBN 978-2-203-09884-8) - 3. Ève, Casterman, « Univers d'auteurs », 2017 Scénario : Christophe Bec - Dessin et couleurs : Jaouen - (ISBN 978-2-203-11590-3) |

| Elecboy (2021-2023) - 1. Naissance, Dargaud, 2021 Scénario, dessin et couleurs : Jaouen - (ISBN 978-2-505-08347-4) - 2. Révélations, Dargaud, 2021 Scénario, dessin et couleurs : Jaouen - (ISBN 978-2-505-08940-7) - 3. La Data Croix, Dargaud, 2022 Scénario, dessin et couleurs : Jaouen - (ISBN 978-2-5051-1507-6) - 4. Le Mur du temps, Dargaud, 2023 Scénario, dessin et couleurs : Jaouen - (ISBN 9782505119746) |

#### Artbook
- Dreambook, Caurette, 2019, 684 p. (ISBN 979-10-96315-26-0, lire en ligne).

### En tant qu'illustrateur
Couvertures de bande dessinée
| Sarah (2013)série finie - 3. Les Démons de Little Valley, Les Humanoïdes associés, (ISBN 978-2-7316-3333-7), 2013 Scénario : Christophe Bec - Dessin : Stefano Raffaele - Couleurs : Bertrand Denoulet - Couverture : Jaouen |

| La Terre des vampires (2014)série finie - 2. Requiem, Les Humanoïdes associés, 2014 Scénario : David Muñoz - Dessin : Manuel García - Couleurs : Javi Montes - Couverture : Jaouen - (ISBN 978-2-7316-1141-0) |

| Prométhée (2018-2019) - 18. La Théorie du gain de sable, Soleil, (ISBN 978-2-302-07263-3), 2018 Scénario : Christophe Bec - Dessin : Jean Diaz - Couleurs : Digikore Studios - Couverture : Jaouen - 19. Artefact, Soleil, (ISBN 978-2-302-07664-8), 2019 Scénario : Christophe Bec - Dessin : Jean Diaz - Couleurs : Digikore Studios et Nicola Righi - Couverture : Jaouen |

### Documentation
- [vidéo] Benoît Cassel, « Interview bande dessinée : Jaouen », sur Planète BD, 27 janvier 2017.
- Emmanuel Lafrogne, « [Interview] Jaouen Salaün : « J’ai été marqué à vie par Mad Max » », sur toutenbd.com, 15 février 2017.
- Christian Missia Dio, « Jaouen Salaün (Elecboy) [1/2] : « J’ai refusé la reprise des Méta-Barons car je n’étais pas à l’aise avec les thématiques qui tournent autour de la transgression. » [Interview] », sur Actua BD, 21 février 2024 ;
- Christian Missia Dio, « Jaouen Salaün (Elecboy) [2/2] : « L’idée de me reposer entièrement sur la machine ne m’enchante pas car je crois en l’unicité de chaque artiste. » [Interview] », sur Actua BD, 21 février 2024.